# بزمجه دم‌نواری
بزمجه دم‌نواری(نام علمی: Varanus caudolineatus) نام یک گونه از سرده بزمجه است.